# سارگیس گریگوریان (بازیگر)
سارگیس گریگوریان (ارمنی: Սարգիս Գրիգորյան؛ انگلیسی: Sargis Grigoryan؛ ۱۹ دسامبر ۱۹۷۹) یک بازیگر و مجری تلویزیونی اهل ارمنستان است. وی از سال ۲۰۰۲ میلادی تاکنون مشغول فعالیت بوده است.

## زندگی‌نامه
وی درئ۱۹ دسامبر ۱۹۷۹ در ایروان به دنیا آمد و از دبیرستان شماره ۱۲۹ گای ایروان (۱۹۹۶) و انستیتو دولتی سینما و تئاتر ایروان (۲۰۰۵) فارغ‌التحصیل شد. 

## گزیده فیلمشناسی
از فیلم‌ها یا برنامه‌های تلویزیونی که وی در آن نقش داشته است می‌توان به وروگایت (۲۰۰۷) اشاره کرد.

## یادداشت
1. ↑  Մանո Գրիգորյան
2. ↑  Էվան, Յանան և Նարեն